# 盗月社食遇记
盗月社食遇记，哔哩哔哩弹幕网UP主，中国网络名人团体，由沐上、大佬、杨树梢、高饱饱、朱狒狒、Coco等组成，投稿领域为美食、生活、舞蹈等。

## 成员
- 成员杨树梢、沐上的前职业是主持人，加入团队后制作搞笑和探店类视频[4]。

## 名称来源
根据bilibili视频，杨树梢和沐上介绍说是成员，大佬，自己突发奇想的一个名字

## 节目系列
- 盗月社周刊
- 深夜小摊
- 深夜加餐饭
- 饭店老板已疯（第一季、第二季）
- 深夜卧室吃播
- 超级外卖员

## 成就
- 2019年、2020年bilibili百大UP主[5][6][7]